# ブライトシャイト (ヘッセン)
ブライトシャイト (ドイツ語: Breitscheid, ドイツ語発音: [ˈbra͜itʃa͜it]) は、ドイツ連邦共和国ヘッセン州ギーセン行政管区のラーン＝ディル郡に属す町村（以下、本項では便宜上「町」と記述する）である。

## 地理

### 位置
ブライトシャイトは、ヘッセン州 - ラインラント＝プファルツ州 - ノルトライン＝ヴェストファーレン州の三州境界に面したヴェスターヴァルトの東斜面、高度 266 m から 614 m に位置する。

### 隣接する市町村
ブライトシャイトは、北はブールバッハ（ノルトライン＝ヴェストファーレン州ジーゲン＝ヴィトゲンシュタイン郡）、ハイガーおよびディレンブルク、東はヘルボルン、南はドリードルフ（以上いずれもラーン＝ディル郡）、西はヴィリンゲンおよびリーベンシャイト（ともにラインラント＝プファルツ州ヴェスターヴァルト郡）と境を接している。

### 自治体の構成
この町は、主邑であるブライトシャイトのほか、メーデンバッハ地区、エルトバッハ地区、グステルンハイン地区、ラーベンシャイト地区で構成されている。

## 歴史
ブライトシャイトの現存する最も古い記録は 1230年で、Bedinscheit と表記されている。
1309年に建設された教会の塔は現在も遺されている。
農業を主体としていたこの集落は、18世紀から、豊かな粘土生産が利用され、数多くの製陶業者が成立した。1880年、ブライトシャイトには650人が住んでいたが、その約 1/4 が製陶業に携わっていた。1899年に耐火粘土工場が建設されたことで、ブライトシャイトに新たな時代がもたらされた。それまで独立していた多くの陶工が手作業をやめ、「工場」での賃金労働者となった。ブライトシャイトの1916年の人口は 948人、1925年の人口は 1,091人であった。
1930年代末にドイツ国防軍がこの村の高台に飛行場を建設し、1939年に待望の鉄道が開通した。

### 町村合併
1971年12月31日、ラーベンシャイトが自主的にブライトシャイトと合併した。
1977年1月1日に、エルトバッハ、グステルンハイン、メーデンバッハも「ディル郡、ギーセン郡、ヴェッツラー郡およびギーセン市の新設に関する法律」に従ってこの町に合併した。
中核地区であるブライトシャイトは、この町の地理的、経済的、文化的、行政的中心地である。現在約2,000人の人口を有するこの古い教会集落は、単に最大の集落というだけでなく、全方向に星状に伸びる道路により、ヴェスターヴァルトの交通の接続点となっている。

### 領邦と行政機構
以下にブライトシャイトが属した領邦および行政機構を列記する。
- 1739年以前: 神聖ローマ帝国ナッサウ＝ディレンブルク伯領/侯領（ドイツ語版）アムト・ヘルボルン
- 1739年から: 神聖ローマ帝国ナッサウ＝ディーツ侯領（ドイツ語版）アムト・ヘルボルン
- 1806年から1813年: ベルク大公国（ドイツ語版、英語版）ジーク県ヘルボルン小郡
- 1813年から1815年: ナッサウ＝オラニア侯国アムト・ヘルボルン
- 1816年から: ドイツ連邦ナッサウ公国アムト・ヘルボルン
- 1849年から: ドイツ連邦ナッサウ公国クライスアムト・ヘルボルン
- 1854年から: ドイツ連邦ナッサウ公国アムト・ヘルボルン
- 1867年から: 北ドイツ連邦プロイセン王国ヘッセン＝ナッサウ州（ドイツ語版、英語版）ヴィースバーデン県ディル郡
- 1871年から: ドイツ国プロイセン王国ヘッセン＝ナッサウ州ヴィースバーデン県ディル郡
- 1918年から: ドイツ国プロイセン自由州ヘッセン＝ナッサウ州ヴィースバーデン県ディル郡
- 1932年から: ドイツ国プロイセン自由州ヘッセン＝ナッサウ州ヴィースバーデン県ディレンブルク郡
- 1933年から: ドイツ国プロイセン自由州ヘッセン＝ナッサウ州ヴィースバーデン県ディル郡
- 1945年から: アメリカ管理地区（ドイツ語版）グロース＝ヘッセン（ドイツ語版、英語版）、ヴィースバーデン行政管区ディル郡
- 1949年から: ドイツ連邦共和国ヘッセン州ヴィースバーデン行政管区ディル郡
- 1968年から: ドイツ連邦共和国ヘッセン州ダルムシュタット行政管区ディル郡
- 1977年から: ドイツ連邦共和国ヘッセン州ダルムシュタット行政管区ラーン＝ディル郡
- 1981年から: ドイツ連邦共和国ヘッセン州ギーセン行政管区ラーン＝ディル郡

## 行政

### 議会
ブライトシャイトの町議会は 23議席で構成されている。

### 紋章
紋章は、1988年2月26日にヘッセン州内務省の認可を受けた。
図柄: 基部から短く、反りのある金色の三角図形（パーティ・パー・シェブロン）。その中に赤い舌を出した青い獅子の頭部と5つの小さな青い四角形。上部は青地で、向かって左に金色のポット、向かって右に斜め十字に組み合わされた金色のハンマー。

## 文化と見所

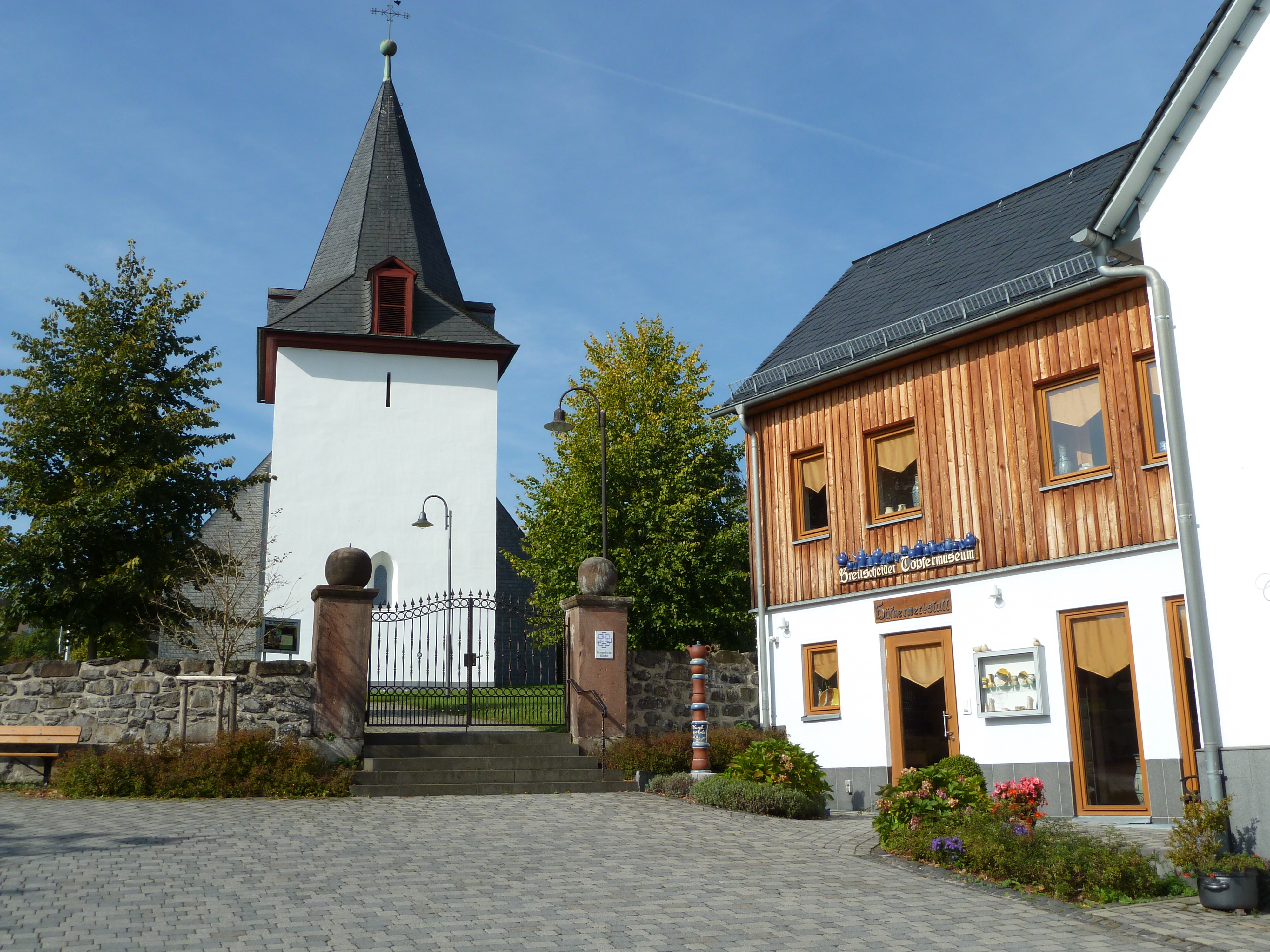
製陶博物館（右）と福音主義教会（左）

### 博物館
- ブライトシャイト・製陶博物館は、製陶業の発展と250年前からの陶器製品を展示している[11][12]。
- エルトバッハ地区の博物館「ツァイトシュプルインゲ」。地質学、考古学、洞窟研究、鉄道史

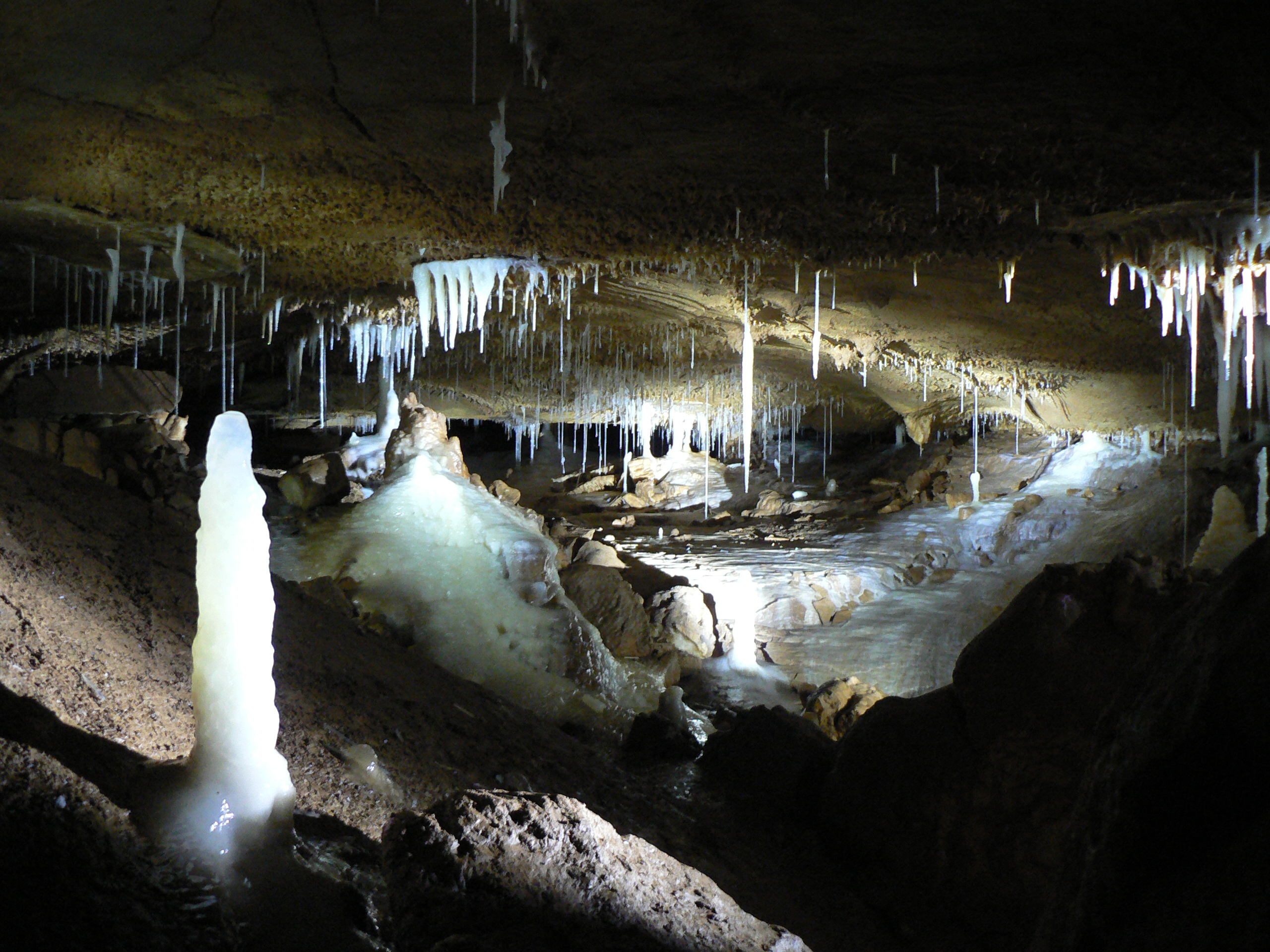
鍾乳洞「ヘルプストラビリンス」

### 見所
鍾乳洞「ヘルプストラビリンス」は、観光洞窟として整備され、2009年にオープンした。ブライトシャイト＝エルトバッハ・カルスト地区では、カルスト水源、数多くのドリーネやエルトバッハ洞窟が見学できる。これらはカルスト学習路を使って行くことができる。

### スポーツ・レジャー施設
ブライトシャイト町内には多くのスポーツクラブがあり、たとえばサッカー、テニス、卓球、射撃競技などを楽しむことができる。中核地区には体育館があり、各地区に運動場が整備されている。夏には、ブライトシャイト飛行場でグライダー、発動機付き飛行機、スカイダイビングが行われ、冬にはクロスカントリースキーコースが設けられる。
グリル場やレジャー施設は各地区にある。2つの広域遊歩道、ヴェスターヴァルトシュタイクとロタールシュタイクが町内を通っている。

## 経済と社会資本
中核地区には多目的ホールがあり、各地区にも公民館が設けられている。メーデンバッハには野外プール（温水ではない）がある。

### 交通

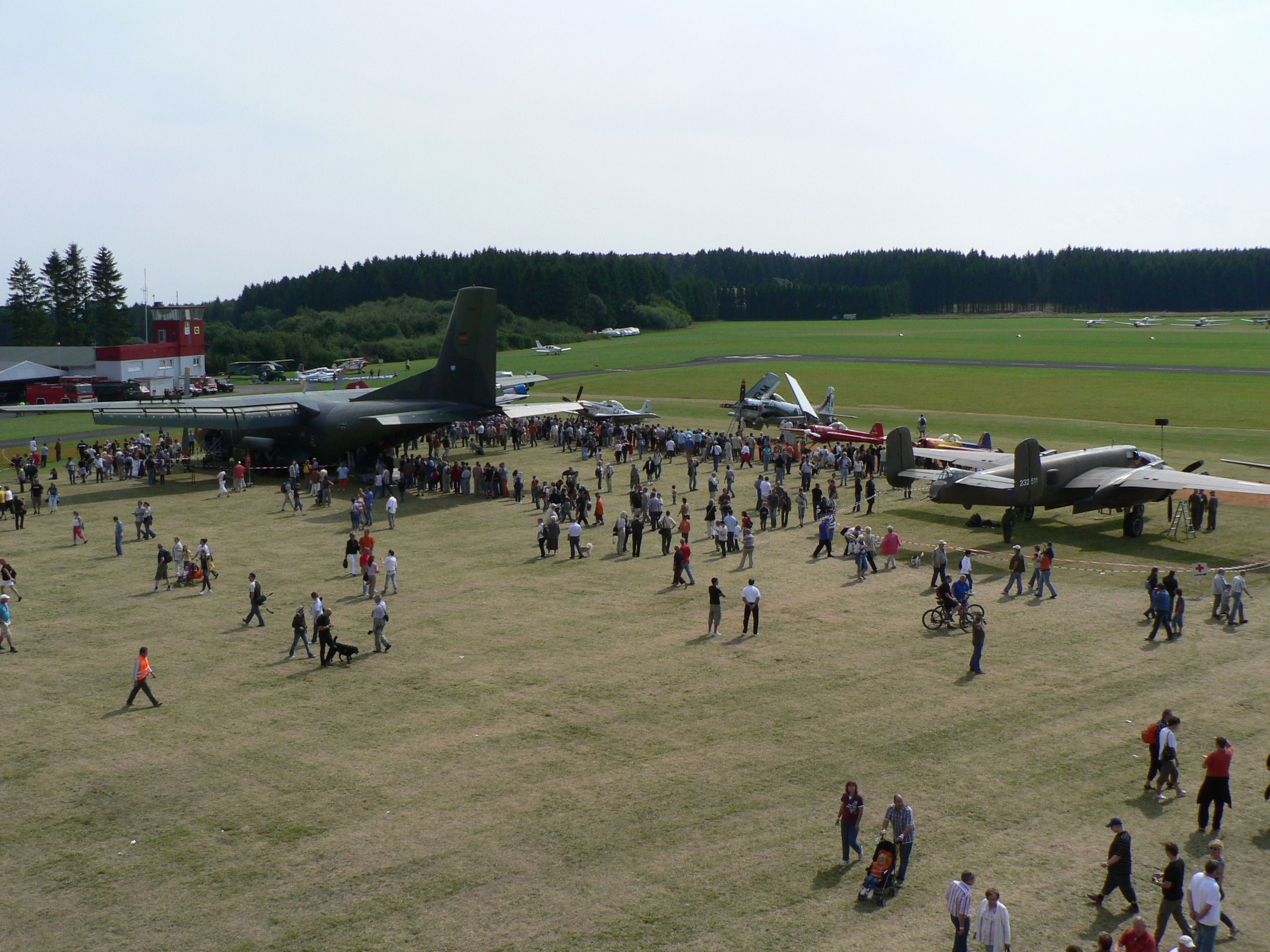
ブライトシャイト飛行場での航空祭

連邦道 B255号線が町域の南部をかすめている。また、州道 L3042号線、L3044号線、L3391号線や多くの郡道が町内を通っている。連邦アウトバーン A45号線のヘルボルン西インターチェンジは、中核市区から約 7 km の距離にある。
ブライトシャイト飛行場は、2年ごとに開催されるグロースフルクターゲ（大航空祭）で知られている。
ブライトシャイトはかつて鉄道ハイガー - ブライトシャイト線で鉄道網に接続していた。エルトバッハ地区にはヴェスターヴァルトクヴェール鉄道のスイッチバックの駅があった。

### 教育
ブライトシャイトには、基礎課程学校、本課程学校、実科学校に養護学校を併設したフリッツ＝フィリッピ＝シューレがある。メーデンバッハ地区にはこの他に基礎課程学校がある。上級の学校（ギムナジウム）はヘルボルンまたはディレンブルクへ行く。
幼稚園は、ブライトシャイト、メーデンバッハ、ラーベンシャイトの各地区にある。

### 地元企業
最も重要な雇用主がヴェスターヴェルダー・トーン工業、ゲオルク GmbH、カルトニア段ボール、ザーム木工、シュライナー・フォルメン、ホーフマン・セラミックである。

## 人物

### ゆかりの人物
- カトリーン・クラース（ドイツ語版、英語版）（1984年 - ）女子ハンマー投選手。ブライトサイトで育った。